# Natter Bay
Die Natter Bay (englisch selten auch Death Adder Bay genannt) ist eine Bucht an der Südküste des Huongolfs im Süden der Provinz Morobe von Papua-Neuguinea. Sie ist damit Teil der Salomonensee.

## Allgemeines
Die Bucht wird durch einen Einschnitt in das Kernland Papuas gebildet, ist etwa 2 km breit und reicht etwa 3 km tief ins Land hinein. Den äußeren nördlichen Punkt der Bucht bildet die Landspitze Cape Kubumi auf einer kleinen Halbinsel gelegen.
Ab 1899 war die Gegend um die Bucht Teil der deutschen Kolonie Neuguinea. Sie kam 1920 unter australische Mandatsverwaltung.
Im Zweiten Weltkrieg wurde die Gegend um die Natter Bay von japanischen Streitkräften besetzt. Nach Kriegsende übernahm Australien die Gegend erneut unter Mandatsverwaltung. 1975 wurde sie Teil des unabhängigen Staates Papua-Neuguinea.